# Badlands (album)
Pour les articles homonymes, voir Badlands.
Albums de Halsey
Hopeless Fountain Kingdom
(2017)
Singles
1. Ghost (en)
Sortie : 9 mars 2015
2. New Americana
Sortie : 10 juillet 2015
3. Colors (en)
Sortie : 9 février 2016
4. Castle (en)
Sortie : 8 avril 2016

Badlands est le premier album de la chanteuse américaine Halsey sorti le 28 août 2015 sous le label Astralwerks.

## Promotion

### Singles
Le 9 mars 2015, Halsey sort le single Ghost (en) qui est présent sur l'EP Room 93 (en). Le clip vidéo, tourné à Tokyo, atteint 13 millions de vues sur YouTube en février 2016. Il représente la chanteuse en lingerie avec une autre femme.
Le deuxième single extrait de l'album, New Americana, sort le 10 juillet 2015, un mois avant l'album. Ce titre sample la chanson Juicy de The Notorious B.I.G. et son refrain est inspiré par Another Brick in the Wall des Pink Floyd. Dans le clip, Halsey incarne une femme, leader d'une société secrète, à la manière de Divergente ou Hunger Games.
Colors (en), sorti le 9 février 2016, est le troisième single extrait de Badlands. Le clip, dont Tyler Posey est la guest-star, est décrit comme « malsain et inquiétant » par le journaliste de Charts in France.
Halsey revisite sa chanson Castle (en) pour la bande originale du film Le Chasseur et la Reine des glaces. Cette nouvelle version sort le 8 avril 2016.

### Tournée
Afin de promouvoir ce premier album, Halsey effectue sa première tournée, le Badlands Tour (en). Elle commence le 30 septembre 2015 à San Diego et finit le 18 septembre 2016 au Circuit urbain de Singapour.
Le 9 mars 2016, la chanteuse termine la partie européenne de sa tournée à la Cigale de Paris avec un concert joué à guichet fermé avec le chanteur Børns en première partie.

## Liste des pistes
| Badlands – Édition standard | Badlands – Édition standard | Badlands – Édition standard                                             | Badlands – Édition standard                    | Badlands – Édition standard | Badlands – Édition standard | Badlands – Édition standard | Badlands – Édition standard | Badlands – Édition standard | Badlands – Édition standard |
| No                          | Titre                       | Auteur                                                                  | Producteur(s)                                  | Durée                       |                             |                             |                             |                             |                             |
| --------------------------- | --------------------------- | ----------------------------------------------------------------------- | ---------------------------------------------- | --------------------------- | --------------------------- | --------------------------- | --------------------------- | --------------------------- | --------------------------- |
| 1.                          | Castle (en)                 | - Ashley Frangipane - Lido (en)                                         | Lido                                           | 4:37                        |                             |                             |                             |                             |                             |
| 2.                          | Hold Me Down                | - Ashley Frangipane - Joseph Khajadourian - Alex Schwartz - Ryan Lott   | The Futuristics (en)                           | 3:24                        |                             |                             |                             |                             |                             |
| 3.                          | New Americana               | - Ashley Frangipane - Larzz Principato - Chandra Uber - James Mtume     | Lido                                           | 3:03                        |                             |                             |                             |                             |                             |
| 4.                          | Drive                       | - Ashley Frangipane - Tim Anderson (en)                                 | - Tim Anderson - Aron Forbes - Chris Spilfogel | 4:18                        |                             |                             |                             |                             |                             |
| 5.                          | Roman Holiday               | - Ashley Frangipane - Ryan McMahon et Benjamin Berger (en)              | Captain Cuts (en)                              | 3:21                        |                             |                             |                             |                             |                             |
| 6.                          | Colors (en)                 | - Ashley Frangipane - Dylan Bauld                                       | Dylan William                                  | 4:09                        |                             |                             |                             |                             |                             |
| 7.                          | Coming Down                 | - Ashley Frangipane - Justyn Pilbrow                                    | Pilbrow                                        | 3:43                        |                             |                             |                             |                             |                             |
| 8.                          | Haunting                    | - Ashley Frangipane - Charlie Hugall (en) - Rob Tortelli - Chris Hugall | - S.A. - Charlie Hugall - Heavy Mellow         | 4:20                        |                             |                             |                             |                             |                             |
| 9.                          | Control                     | - Ashley Frangipane - Roy Kerr (en) - Tim Bran                          | Lido                                           | 3:34                        |                             |                             |                             |                             |                             |
| 10.                         | Young God                   | Ashley Frangipane                                                       | - Lido - William - Heavy Mellow                | 3:00                        |                             |                             |                             |                             |                             |
| 11.                         | Ghost (en)                  | - Ashley Frangipane - Dylan Scott Quagliato (en)                        | Scott                                          | 2:33                        |                             |                             |                             |                             |                             |
| 40:03                       |                             |                                                                         |                                                |                             |                             |                             |                             |                             |                             |

## Historique de sortie
- 28 août 2015 : Monde
- 17 juin 2016 : Philippines